# Dichaea brachypoda
Dichaea brachypoda es una especie de orquídeas epífitas. Es originaria de América.
Esta especie se puede confundir con Dichaea dammeriana, pero difiere por sus hojas caducas, los pétalos no verrugosos en el exterior y el color de las flores.

## Descripción
Son orquídeas epífitas péndulas; con tallos secundarios de 15–20 cm de largo, completamente revestidos de vainas foliares dísticas e imbricadas. Las hojas de 3–4 cm de largo y 4–5 mm de ancho, acuminadas, con bordes apicales ciliados, articuladas con sus vainas, el haz verde, el envés levemente glauco, caducas. Las flores con sépalos y pétalos de color café-violeta en el lado inferior, blanco con manchas violetas en el lado superior; los sépalos de 8 mm de largo, el dorsal 2.9 mm de ancho, los laterales 3.2 mm de ancho en sus bases; pétalos 8 mm de largo y 2.9 mm de ancho; el labelo de 6.2 mm de largo y 6 mm de ancho, carnoso, con una uña ampliamente cuneiforme, dilatado hacia el ápice, la lámina apical triangular, cortamente sagitada, 3-lobada, los lobos laterales carnosos, glabro; columna 3 mm de largo, con una lígula erecta de 1.5 mm de largo, pubescente; ovario verrugoso, parcialmente cubierto de brácteas florales grandes.

## Distribución y hábitat
Es una especie rara, se encuentra Nicaragua en los bosques húmedos o nebliselvas, en  zonas del pacífico y atlántico a una altitud de 450–1345 metros. La floración se produce en abr–julio. Se distribuye por Belice, Costa Rica, Panamá, Nicaragua, Surinam, Venezuela y Brasil.

## Sinonimia
- Epithecia brachypoda (Rchb.f.) Schltr., Orchis 9: 25 (1915).
- Dichaeopsis brachypoda (Rchb.f.) Schltr., Beih. Bot. Centralbl. 36(2): 519 (1918).[2]